# لورينزو روسيتي (لاعب كرة قدم)
لورينزو روسيتي (بالإيطالية: Lorenzo Rossetti)‏ هو لاعب كرة قدم إيطالي في مركز الوسط، ولد في 1 يوليو 1980 في ميلزو في إيطاليا. شارك مع منتخب إيطاليا تحت 17 سنة لكرة القدم ومنتخب إيطاليا تحت 18 سنة لكرة القدم. أما مع النوادي، فقد لعب مع إيه سي ميلان ونادي بادوفا ونادي تريستينا ونادي تشيزينا ونادي جنوى ونادي رافينا ونادي كومو.

## وصلات خارجية
- لورينزو روسيتي (لاعب كرة قدم) على موقع قاعدة بيانات كرة القدم.إي يو (الإنجليزية)
- لورينزو روسيتي (لاعب كرة قدم) على موقع عالم كرة القدم.نت (الإنجليزية)